# Formica manchu
Formica manchu (лат.) — вид муравьёв рода Formica (Formicidae).

## Распространение
Азия: Монголия, Россия (Дальний Восток), Китай.
Непрерывный ареал простирается от 92° в. д. в западной Монголии до 131° в. д. в российском Приморье. Северная граница ареала проходит по 53,6° с. ш. в Иркутской области и 51,5° с. ш. в среднем течении Амура. В Китае распространен от северо-восточного Тибета (провинция Цинхай) через Ганьсу, Маньчжурию на восток до реки Уссури. Он поднимается до 2300 м на 48,3° с. ш. в Монголии и до 3520 м на 35° с. ш. в северо-восточном Тибете. Находка на острове Сахалин (51,81° с. ш., 143,16° в. д.) представляет собой самое восточное известное местонахождение.

## Описание
Длина тела менее 1 см. Относительно крупный вид. Голова отчетливо удлиненная. Скапус усика умеренно длинный. Расстояние между боковыми глазками меньше, чем у других видов. Дорсальная выемка чешуйки петиоля довольно глубокая. Глаза с длинными волосками, их средний размер 30,7 мкм. Всегда имеется опушение, выходящее за переднебоковой клипеальный край. Область затылочных углов с прижатыми и лежачими волоскам. Щетинки в области глазкового треугольника обычно отсутствуют или рудиментарны. Передняя поверхность передних тазиков без щетинок или с очень небольшим количеством щетинок. Наружный край задней голени с несколькими щетинками. Метаплевральные щетинки отсутствуют. Щетинки на заднем крае тергитов брюшка всегда отсутствуют на 1-м и обычно отсутствуют на 2-м тергите. Голова с глубокой выемкой на затылочном крае, характерной для всех членов подрода Coptoformica.
Тело, особенно брюшко, более матовое, чем у Formica exsecta. На брюшке волосистость развита еще меньше. Цвет темнее, голова чёрная, за исключением щёк, боков, гулы и мандибул, которые коричневато-красные. Грудь, тазики и петиоль буровато-красные, но пятно на переднеспинке чёрное и более обширное, чем у exsecta. Брюшко чёрное; усики и ноги темно-коричневые или красновато-коричневые.
В Сибири и на Тибете это один из самых массовых видов Coptoformica с довольно широким спектром местообитаний. В основном встречается в травянистых открытых местообитаниях, как естественных, так и пастбищных, полностью открытых или с кустарниками, от ксеротермических до довольно влажных условий. В Сибири часто занимает поляны или окраины лиственничной тайги. Образует как монодомные, так и полидомные колонии. Крылатые самки и самцы наблюдались с 26 июня по 21 августа.

## Систематика
Таксон был впервые описан в 1929 году американским мирмекологом Уильямом Моротоном Уилером по материалам из Маньчжурии (северо-восточный Китай) в качестве подвида под названием Formica exsecta manchu. В 2000 году повышен до отдельного видового статуса. Близок к видам Formica exsecta и Formica longiceps.